# Tangalan
Tangalan ist eine philippinische Stadtgemeinde in der Provinz Aklan. Sie hat 21.916 Einwohner (Zensus 1. August 2015).

## Baranggays
Tangalan ist politisch unterteilt in 15 Baranggays.
- Afga
- Baybay
- Dapdap
- Dumatad
- Jawili
- Lanipga
- Napatag
- Panayakan
- Poblacion
- Pudiot
- Tagas
- Tamalagon
- Tamokoe
- Tondog
- Vivo